# Piffonds
Piffonds ist eine französische Gemeinde mit 588 Einwohnern (Stand: 1. Januar 2022) im Département Yonne in der Region Bourgogne-Franche-Comté (vor 2016 Burgund). Piffonds gehört zum Arrondissement Sens und zum Kanton Villeneuve-sur-Yonne. Die Einwohner werden Puifondins genannt.

## Geographie
Piffonds liegt etwa 19 Kilometer südsüdwestlich des Stadtzentrums von Sens. Umgeben wird Piffonds von den Nachbargemeinden Vernoy im Norden, Chaumot im Nordosten, Bussy-le-Repos im Osten und Südosten, Saint-Martin-d’Ordon im Süden, Courtenay im Westen und Südwesten sowie Savigny-sur-Clairis im Nordwesten.
Im Gemeindegebiet liegt das Autobahnkreuz der Autoroute A6 mit der Autoroute A19.

## Bevölkerungsentwicklung
| Jahr                       | 1962 | 1968 | 1975 | 1982 | 1990 | 1999 | 2006 | 2013 |
| Einwohner                  | 598  | 514  | 450  | 397  | 402  | 557  | 566  | 622  |
| Quellen: Cassini und INSEE |      |      |      |      |      |      |      |      |

## Sehenswürdigkeiten
- Kirche Saint-Martin und Sainte-Radegonde
- Schloss Piffonds, seit 1925 Monument historique

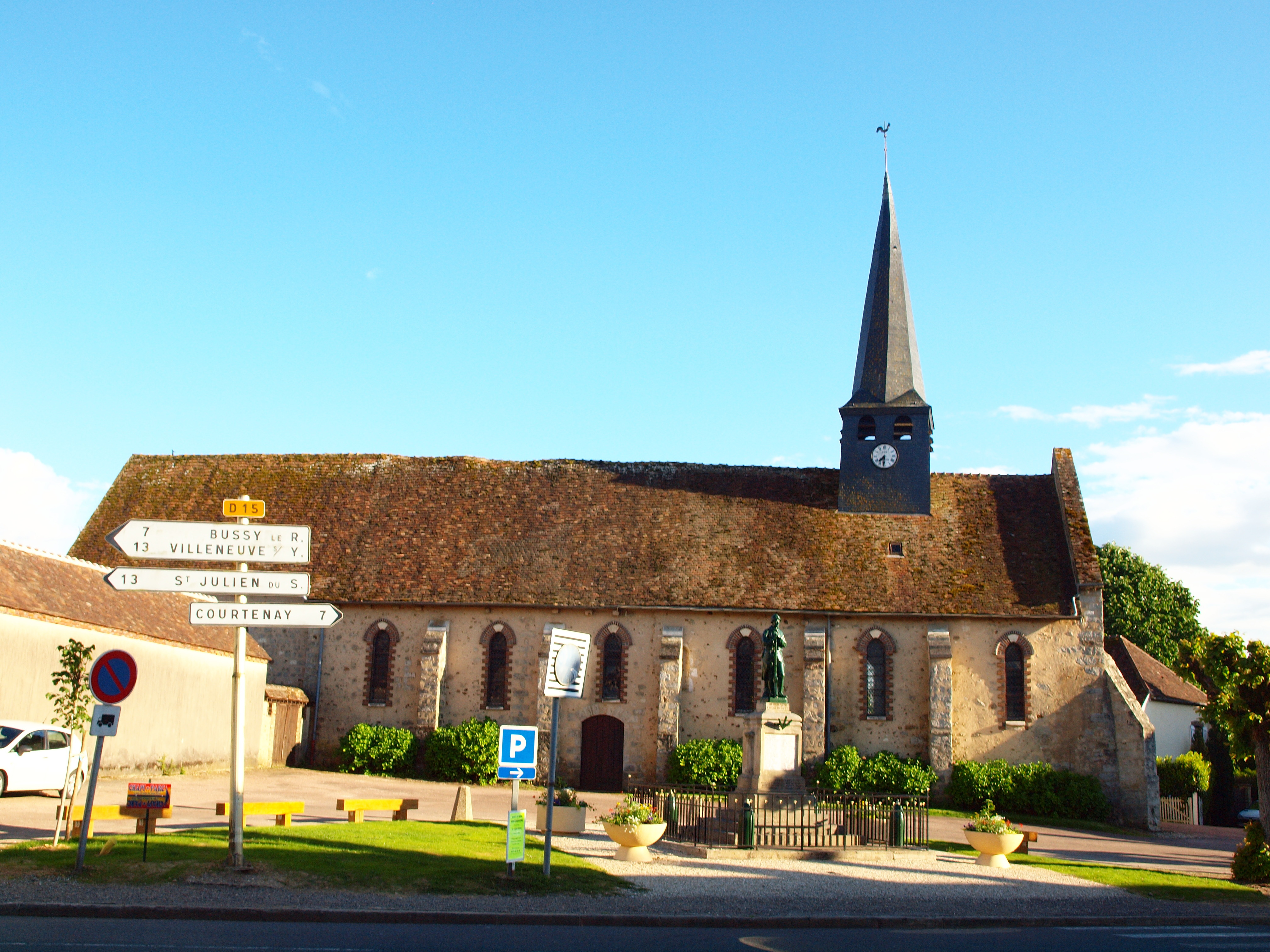
Kirche Saint-Martin und Sainte-Radegonde
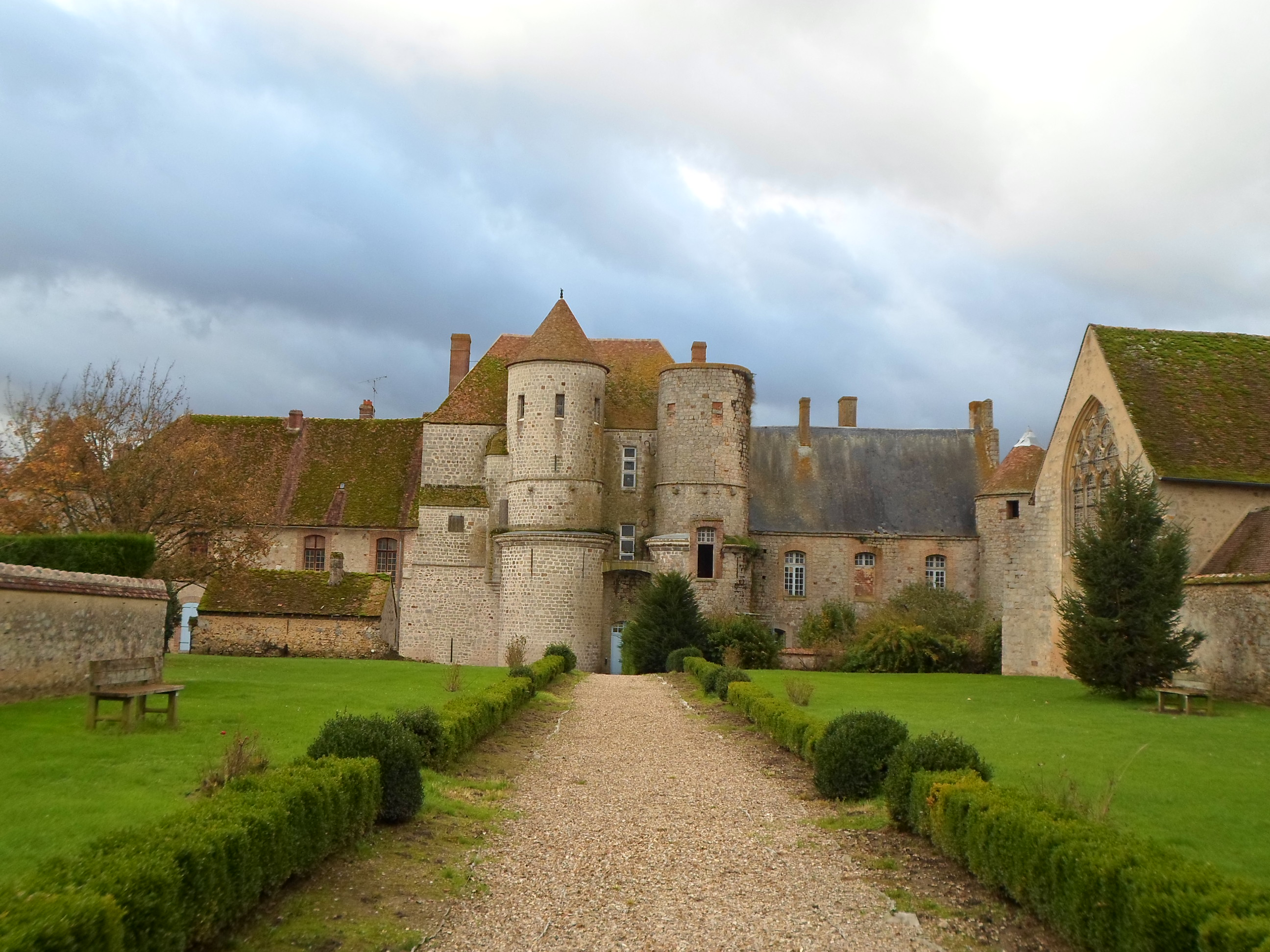
Schloss Piffonds